# Киевичи (Тверская область)
Киевичи — деревня в Торопецком районе Тверской области. Входит в Плоскошское сельское поселение.

## Этимология
Существует две версии происхождения названия Киевичи:
- От слова «киевич» — выходец из Киева и его округи[2][3].
- От мужского имени «Кий»[3].

## География
Расположена примерно в 18 верстах к северу от села Плоскошь и в 7 верстах к югу от большой деревни Морхово (которая уже в Новгородской области) на реке Малый Тудер.

## История
Впервые деревня Киевичи упоминается в книге Даревской пятины 1495 — 96 годов.
В конце XIX — начале XX века входила в Холмский уезд Псковской губернии.
В 30-е годы 20 века в Киевичах был образован колхоз «Новая жизнь». В апреле 1965 года он вошёл в состав совхоза «Краснополецкий».
Во время Великой Отечественной войны Киевичи находились в зоне боевых действий. Немцы сожгли деревню; кроме одного дома житель которого делал им гробы.
В 1980 году в деревне было 36 жителей, в 2000 — 16 жителей.

## Население
| 2010 |
| ---- |
| 1    |

В 2002 году население деревни составляло 14 человек.
Национальный состав
Согласно результатам переписи 2002 года, в национальной структуре населения русские составляли 100 % от жителей.